# Koningsdag
Koningsdag (nederländskt uttal: [ˈkoːnɪŋzdɑx]) eller Konungsdagen, är en allmän helgdag i Konungariket Nederländerna som firas på kung Willem-Alexanders födelsedag 27 april (eller 26 april om den 27e infaller på en söndag). Dagen firades under namnet Koningsdag för första gången 2014 efter att Willem-Alexander efterträtt sin mor drottning Beatrix 30 april 2013.
Dagen kallades tidigare Koninginnedag (uttal (fil); nederländskt uttal: [koːnɪˈŋɪnədɑx]) eller Drottningdagen. Den firades då årligen 30 april (29 om 30 inföll på en söndag) och var drottning Beatrix officiella födelsedag. Trots att hon föddes 31 januari firades dagen den 30 april, då detta var hennes mor och företrädare Julianas födelsedag. Många av de traditionella aktiviteterna hålls utomhus och väderförhållandena är vanligtvis bättre i slutet av april än i slutet av januari.
Dagen firades första gången den 31 augusti 1885 som Prinsessedag eller Prinsessdagen på den nederländska tronarvingen prinsessan Vilhelminas femårsdag. Vid hennes trontillträde 1890 fick dagen namnet Koninginnedag. När dagen firades den 31 augusti var den sista dagen på sommarlovet, vilket gjorde den mycket populär bland barn. Efter att Vilhelminas dotter Juliana hade tillträtt tronen 1948 flyttades dagen till hennes födelsedag, men hennes dotter Beatrix behöll firandet den 30 april sedan hon hade tillträtt tronen 1980. Beatrix bytte dock ut sin mors tradition att motta en blomsterparad vid ett kungligt slott mot att besöka olika nederländska städer varje år och delta i festligheterna tillsammans med sina söner. 2009 deltog drottningen i traditionen i staden Apeldoorn när Karst Tates försökte attackera henne genom att köra på den kungliga familjens fordon med sin bil; istället körde han in i en folksamling, som åsåg paraden och kraschade in i ett monument. Sju människor i folksamlingen omkom och föraren omkom strax därefter.
Koningsdag är känd för den vrijmarkt ("fri marknad"), som hålls över hela landet och där många holländare säljer begagnade saker. Det är också ett tillfälle att bli "orangegalen" (oranjegekte), då många holländare bland annat färgar håret i den nationella färgen orange.